# Merindad d'Olite

Mapa de Navarra, amb la merindad d'Olite (Erriberri) en color carabassa

La Merindad d'Olite és una de les merindades més meridionals de Navarra. La capital és Olite i aplega 17 municipis, endemés d'altres entitats locals menors. Té una superfície de 1387,32 km² i una població el 2009 de 47.674 habitants (INE).
| Aibar / Oibar                | ajuntament      | indret                      | 923        |
| Amatriáin                    | Concejo tutelat | indret                      | ?          |
| Amunarrizqueta-Amunarrizketa | concejo tutelat | indret                      | ?          |
| Artajona / Artaxoa           | ajuntament      | vila                        | 1.710      |
| Artariain                    | ajuntament      | vila                        | ?          |
| Barásoain / Barasoain        | ajuntament      | vila                        | 561        |
| Beire                        | ajuntament      | vila                        | 305        |
| Benegorri                    | concejo tutelat | indret                      | ?          |
| Berbinzana                   | ajuntament      | vila                        | 692        |
| Bezquiz                      | concejo tutelat | indret                      | ?          |
| Caparroso                    | ajuntament      | vila                        | 2.602      |
| Echagüe / Etxague            | concejo         | indret                      | ?          |
| Falces                       | ajuntament      | vila                        | 2.583      |
| Funes                        | ajuntament      | vila                        | 2.358      |
| Garínoain / Garinoain        | ajuntament      | indret                      | 478        |
| Iracheta / Iratxeta          | concejo         | indret                      | ?          |
| Iriberri                     |                 | caserío                     | ?          |
| Leoz / Leotz                 | concejo         | indret                      | 273        |
| Maquirriáin                  | concejo         | indret                      | ?          |
| Marcilla                     | ajuntament      | vila                        | 2.687      |
| Mendigorría / Mendigorria    | ajuntament      | vila                        | 1.036      |
| Mendívil / Mendibil          | concejo         | indret                      | 43 (any ?) |
| Milagro                      | ajuntament      | vila                        | 3.116      |
| Miranda de Arga              | ajuntament      | vila                        | 965        |
| Murillo el Cuende            | ajuntament      | vila                        | 648        |
| Murillo el Fruto             | ajuntament      | vila                        | 742        |
| Olite / Erriberri            | ajuntament      | ciutat-cabecera de merindad | 3.509      |
| Olleta                       | concejo         | indret                      | ?          |
| Olóriz / Oloritz             | ajuntament      | indret                      | 191        |
| Oricin                       | concejo         | indret                      | ?          |
| Orísoain                     | ajuntament      | indret                      | 81         |
| Peralta / Azkoien            | ajuntament      | vila                        | 5.746      |
| Pitillas                     | ajuntament      | vila                        | 580        |
| Pueyo/Puiu                   | ajuntament      | indret                      | 317        |
| San Martín de Unx            | ajuntament      | vila                        | 452        |
| Sansoain                     | concejo         | indret                      | ?          |
| Sansomain                    |                 | indret                      | ?          |
| Santacara                    | ajuntament      | vila                        | 977        |
| Solchaga                     | concejo         | indret                      | 50 (any ?) |
| Tafalla                      | ajuntament      | ciutat                      | 11.115     |
| Traibuenas                   | concejo         | vila                        | ?          |
| Ujué / Uxue                  | ajuntament      | vila                        | 217        |
| Unzué / Untzue               | ajuntament      | indret                      | 139        |
| Uzquita                      | concejo tutelat | indret                      | ?          |
| Valdorba / Orbaibar          |                 | vall                        | ?          |